# 龍造寺八幡宮
龍造寺八幡宮（りゅうぞうじはちまんぐう）は、佐賀県佐賀市白山一丁目にある神社。旧社格は郷社。

## 概要
創建は『県神社志要』によれば1187年（文治3年）とされ、龍造寺氏の祖である南次郎季家が佐賀龍造寺村の地頭職となった後に、鎌倉の鶴岡八幡宮を分霊を勧請したとされる。創建当時は同氏の本拠地である村中城本丸内にあったが、慶長年間、鍋島勝茂による佐賀築城の際に現在地近くに遷座した。以来この地は八幡小路と呼ばれたが、1901年（明治34年）頃に境内を北方へ拡張移転したため、現住所は八幡小路ではなくなっている。
龍造寺八幡宮は龍造寺・鍋島両氏の崇敬を集め、慶長9年（1604年）の刻銘を持つ肥前鳥居（佐賀市重要文化財）は鍋島直茂夫人藤女（陽泰院）が献納した。古文書・宝物類も多数あったが、1874年（明治7年）の佐賀の乱の兵火にかかり焼失し、現在は北部九州の大小諸豪族の氏名、宰領町数などが記載された『龍造寺隆信公着到状』など少数が残っている。
神紋は八幡神社ならではの巴紋ではなく、龍造寺氏の十二日足紋と鍋島氏の杏葉紋であることが、神社の性格をよく表していると評されている。

## 祭神
主祭神：応神天皇（誉田別尊）
相殿神：玉依姫命、天児屋根命、住吉三神（表筒男命・中筒男命・底筒男命）
- 祭事：春4月15日、秋11月3日[2]。

## 境内
- 肥前鳥居：慶長9年（1604年）の刻銘がある。佐賀市重要文化財。

慶長9年(1604年)佐賀藩祖、鍋島直茂の継室の北方藤女（陽泰院）が奉献。高さ3.40メートル、笠木の長さ4.80メートル。上部が細くなった石柱の下部は基礎の亀腹（饅頭）と一体化している。笠木は太い柱に対して薄く、笠木と島木は一体となり両端が流線型で、笠木、島木、貫、柱とも三本継の肥前鳥居特有の様式である。貫は補修により原型が少し改変されている。
- 石造太鼓橋
- 義祭同盟之碑：境内社の楠神社と関わり深い祭同盟の結成150周年を記念し、当時の志士の労苦や偉大な功績をたたえ2000年（平成12年）に建立[5]。
- 非理法権天の石碑：楠木正成が「非理法権天」の菊水旗を掲げたとする説がある。
- 龍造寺八幡宮拝殿・本殿

拝殿は入母屋造銅板葺、正面に軒唐破風、向拝三間が設けられている。1901年（明治34年）頃建立。
本殿は入母屋造銅板葺、正面に千鳥破風、向拝に軒唐破風を付し、随所に彫刻を施し、細部も装飾性に富む。1800年代中頃建立。
- 楠神社：後述
- 子育て恵比寿社：後述

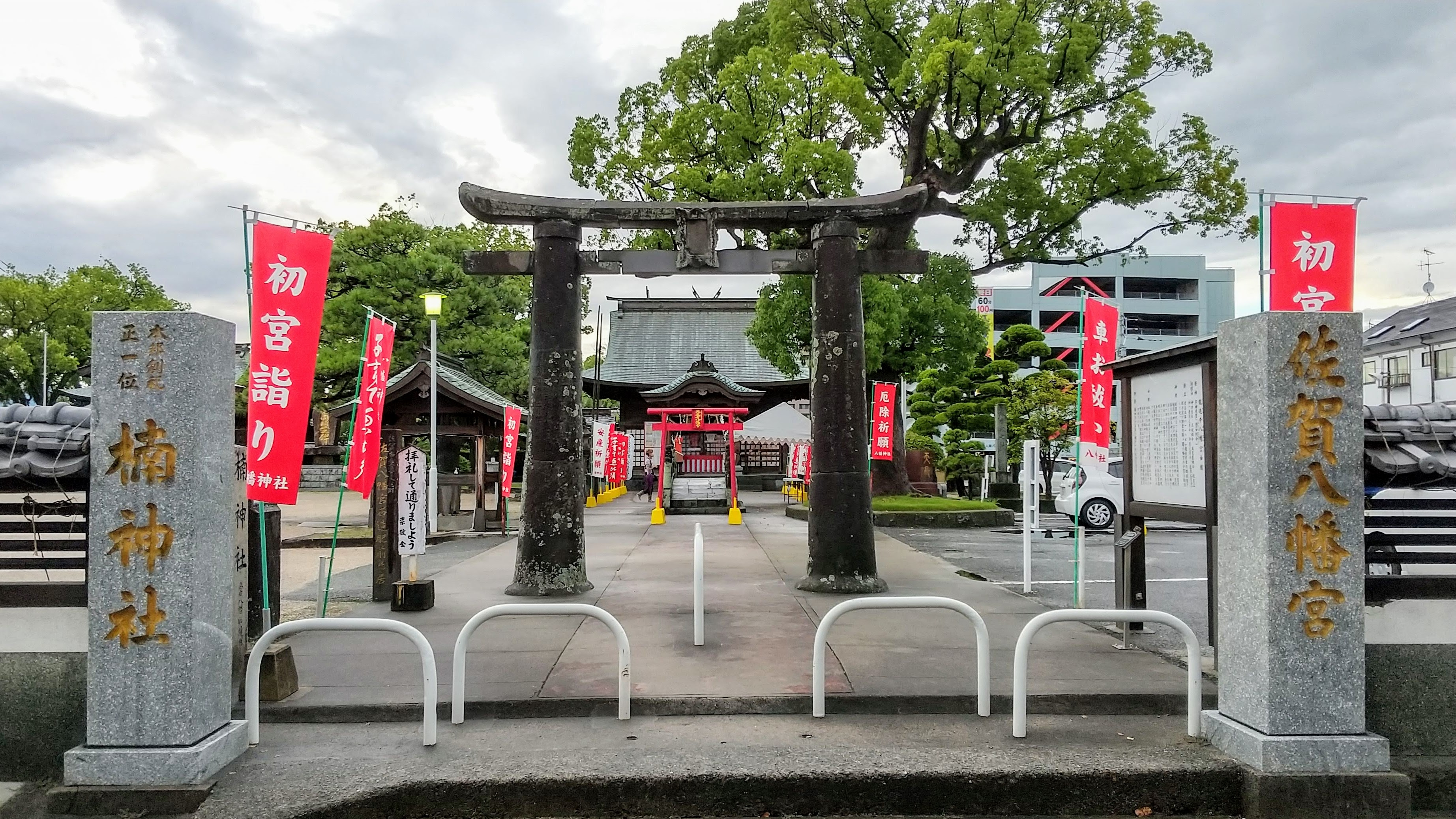
境内入り口の佐賀八幡宮と楠神社の社号標
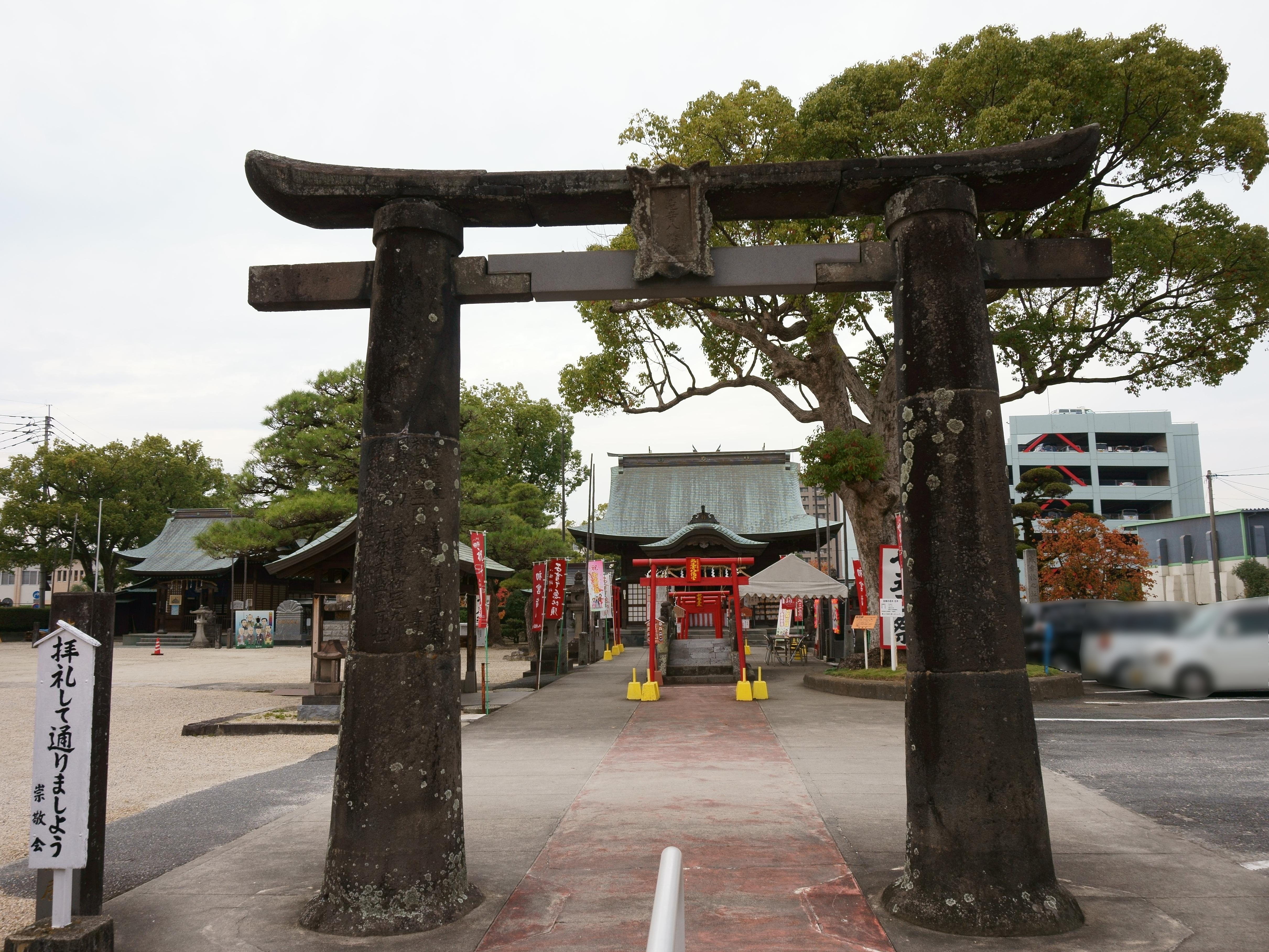
肥前鳥居
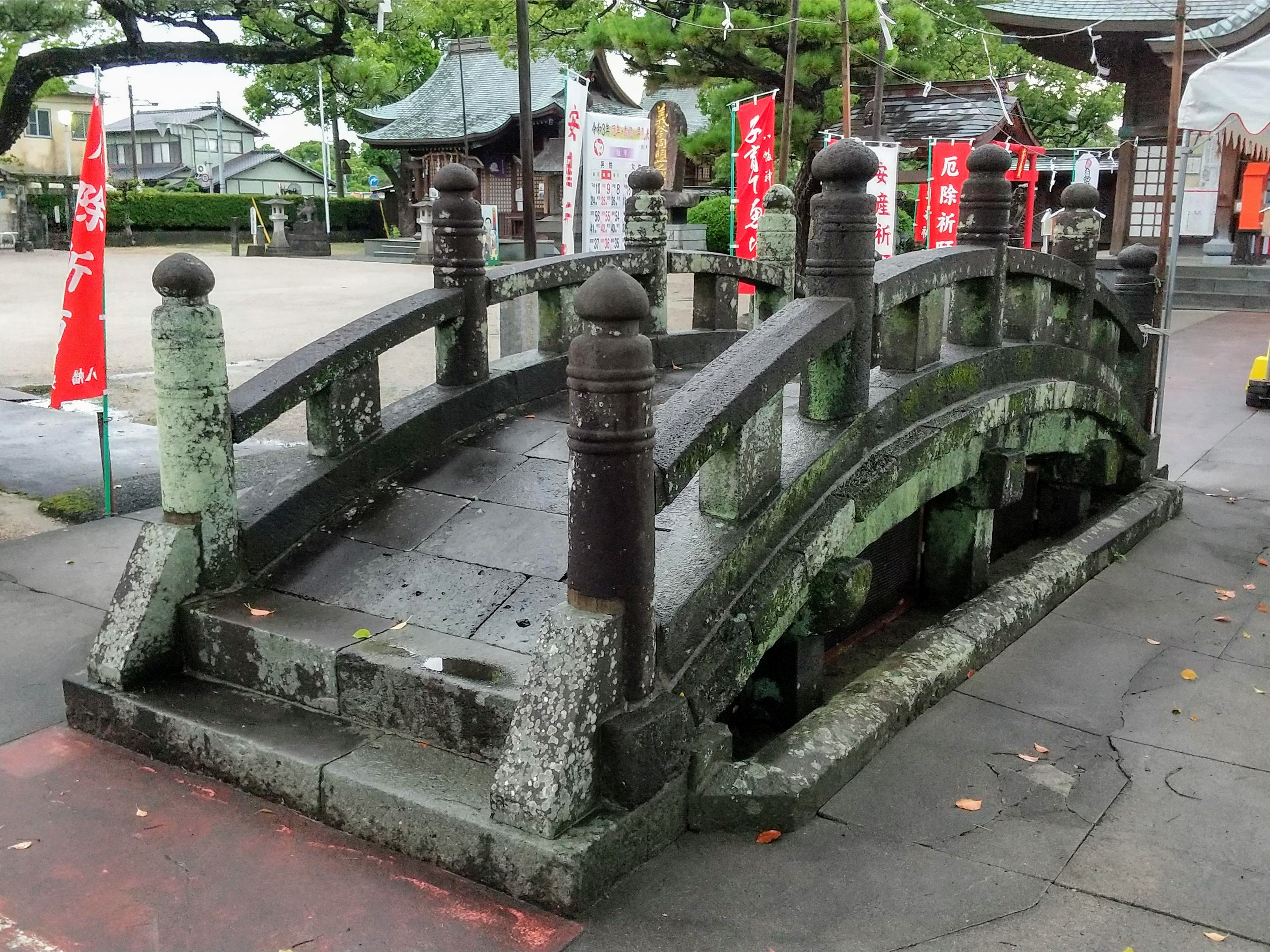
太鼓橋
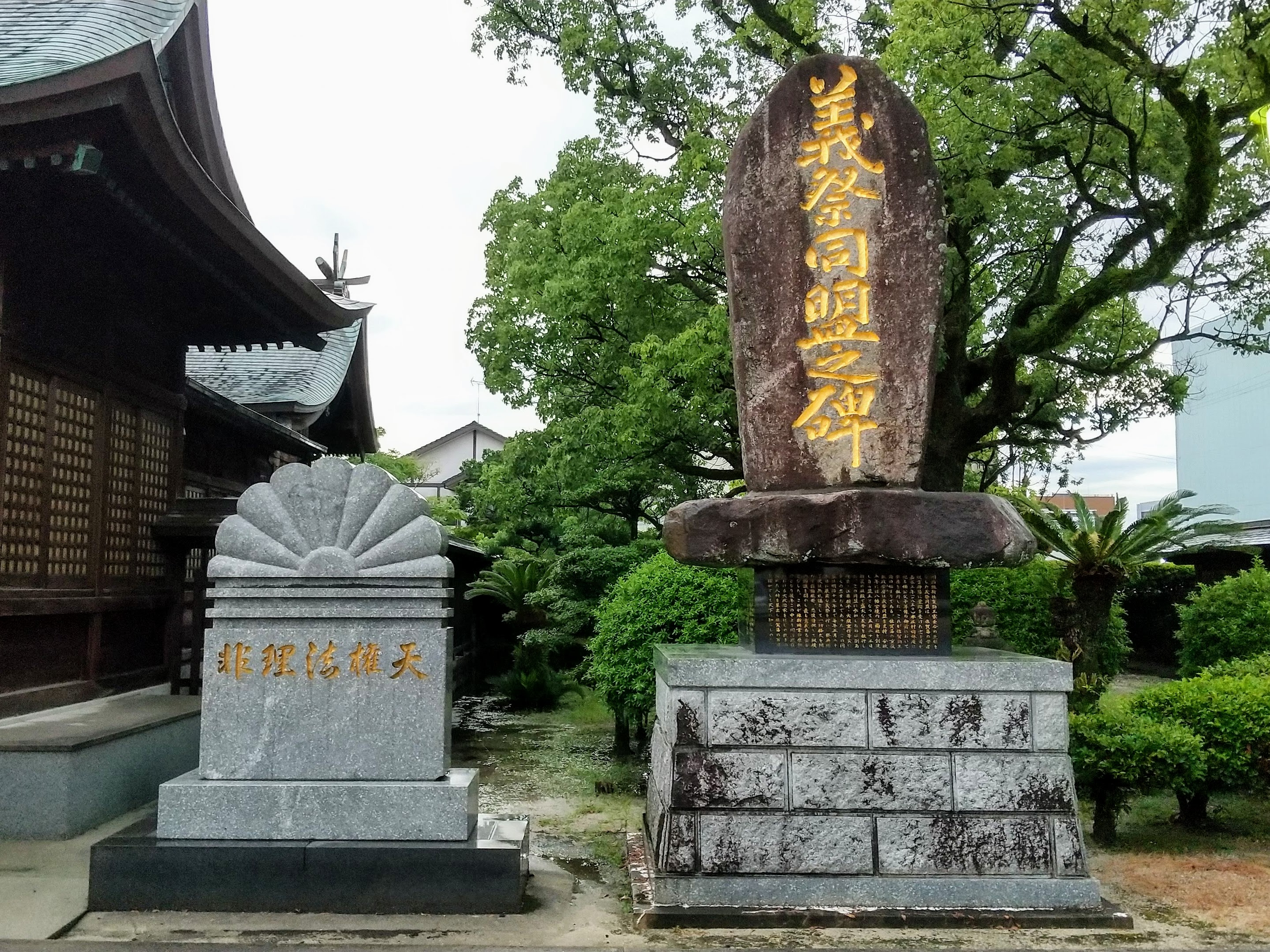
義祭同盟之碑（右）と非理法権天碑
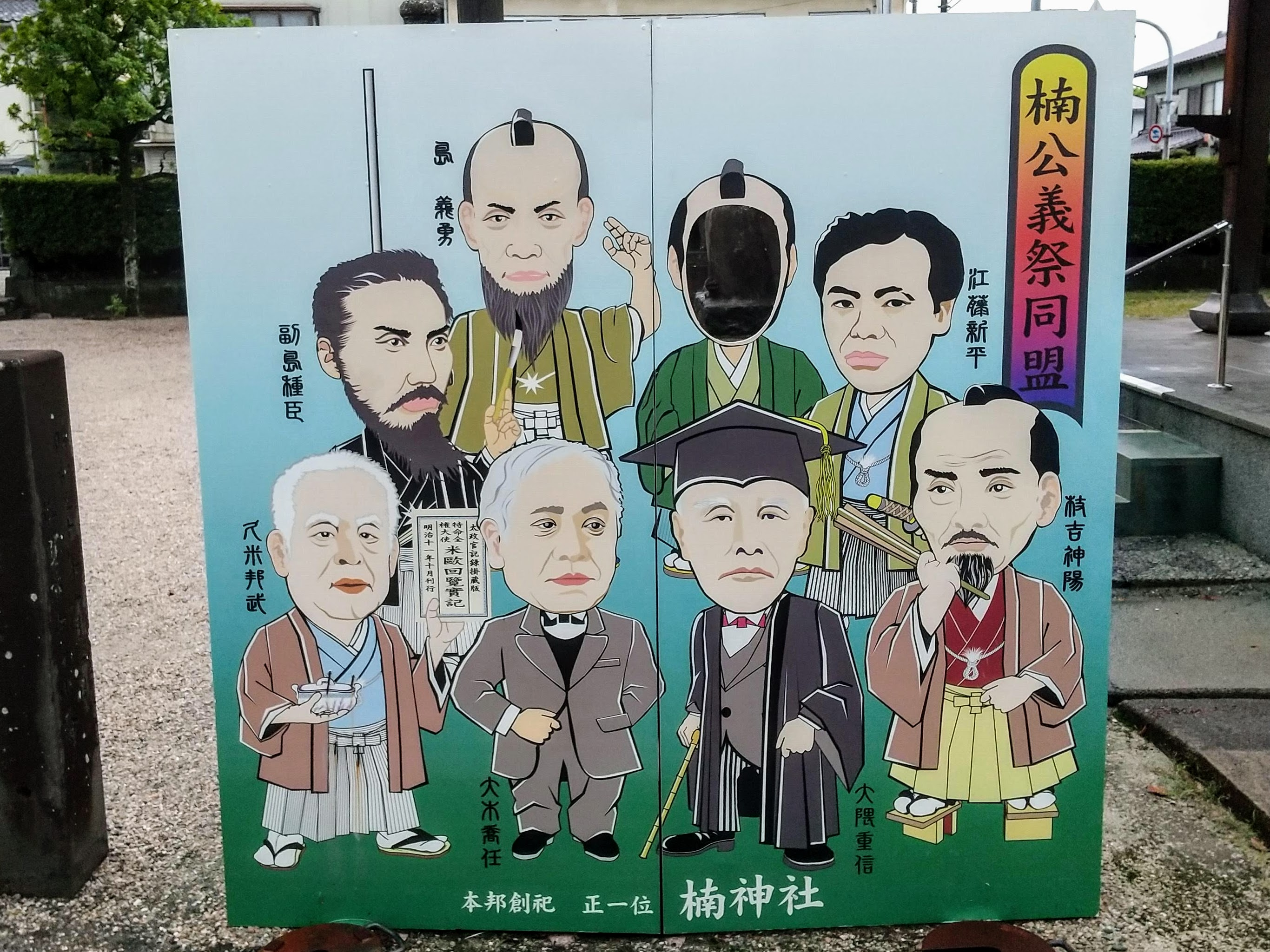
楠公義祭同盟顔出しパネル
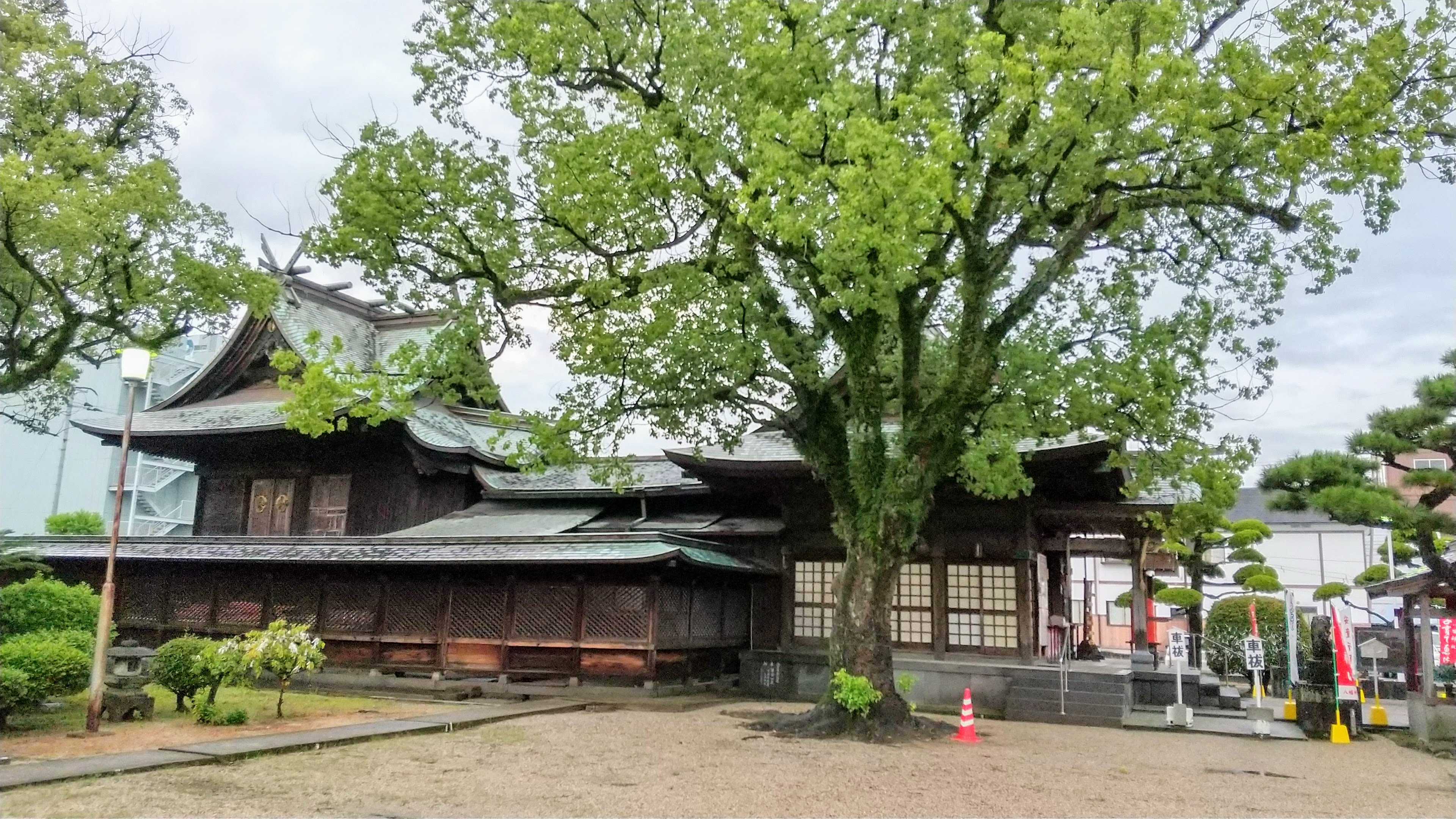
龍造寺八幡宮 拝殿・本殿

## 境内社

### 楠神社
祭神：楠木正成之命、楠木正行之命
社伝によると、寛文3年（1663年）に佐賀藩士により京都の仏師法橋宗而に依頼し楠公父子像が制作され、佐賀市大和町の永明寺に小堂を建て祀ったのが佐賀楠公奉祀の始まりであり、日本で最初に楠公父子（楠木正成、楠木正行）を祀ったとする所以である。嘉永3年（1850年）に結成された楠公義祭同盟の働きかけにより、1853年に八幡宮境内に楠社を創建し移祀された。歴代藩主公認のもと慰霊、祭祀が行われていた。1880年（明治13年）まで義祭同盟により、毎年5月25日に義祭が行われていた。
- 例祭：5月25日（正成公命日）

### 子育て恵比寿社
人のを抱く恵比寿石像が祀られている。

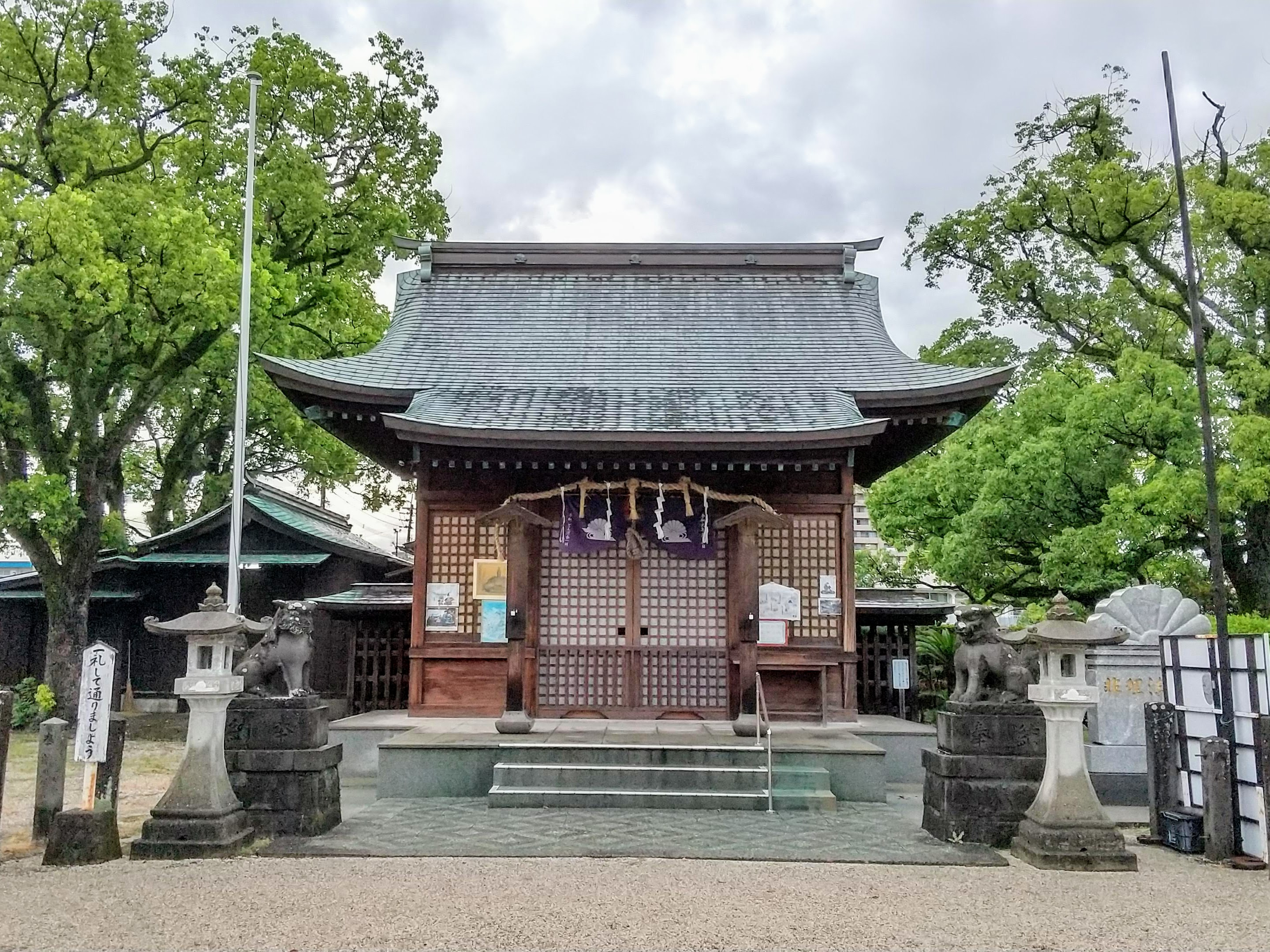
楠神社拝殿
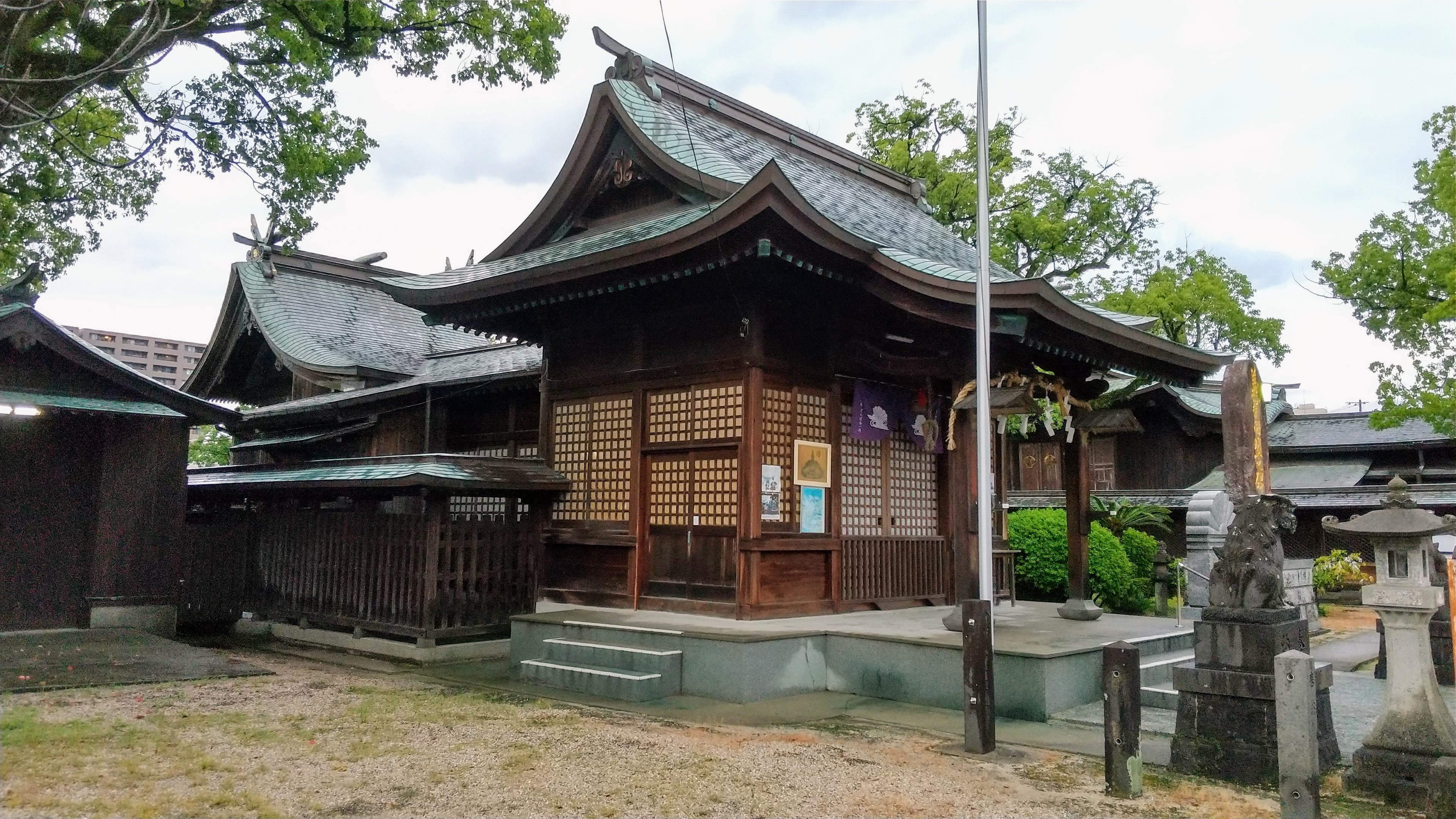
楠神社 拝殿・本殿
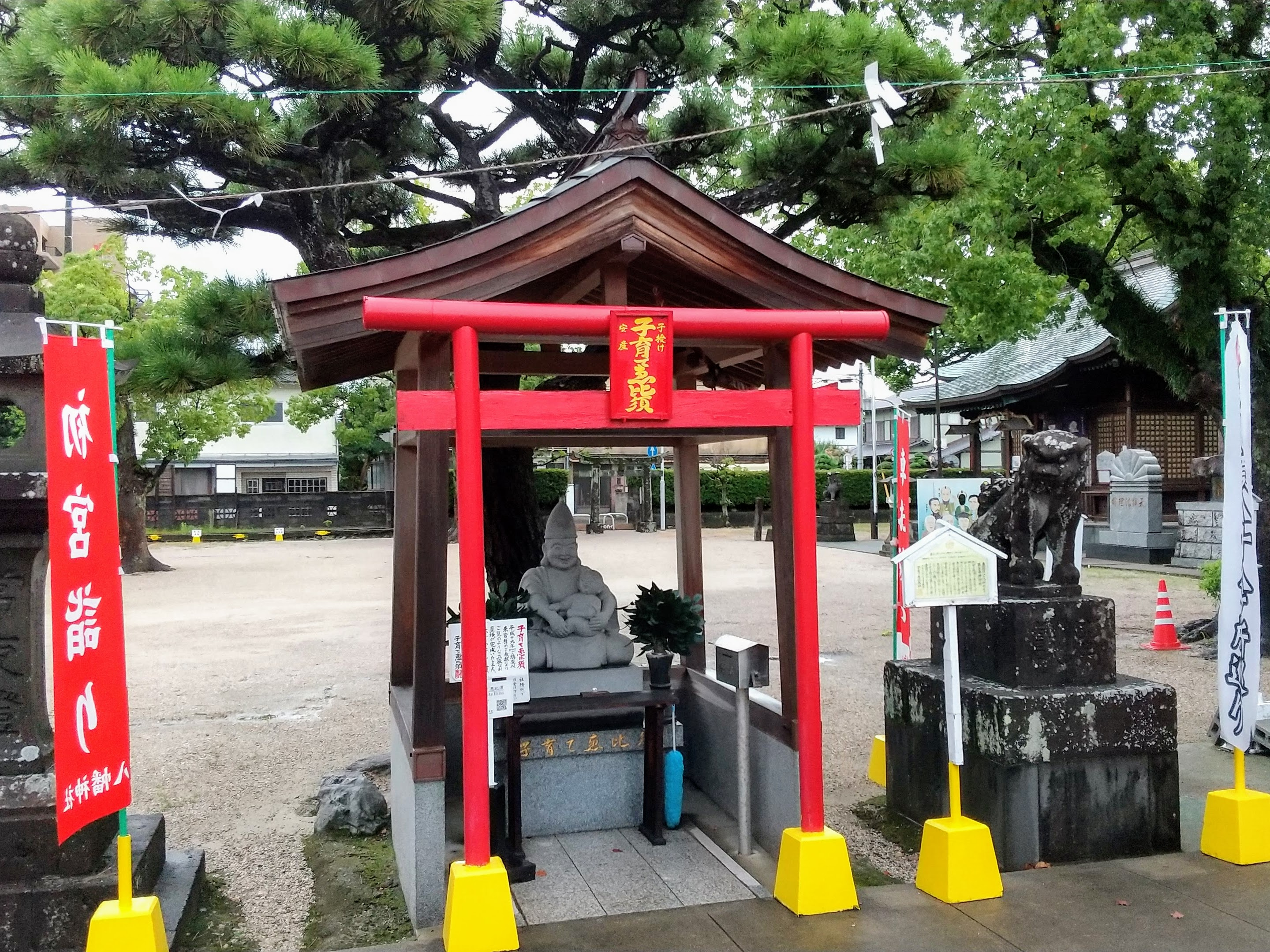
子育て恵比寿社

## 境外社
- 龍造寺八幡宮下宮

祭神：応神天皇
1985年（昭和60年）に本社の御分霊を遷して建立。この地は元来、龍造寺氏が領する重要な一角で、本社の頓宮として重用されていた。
- 祭事：夏祭 ８月第一日曜日、秋祭 11月3日。

## 文化財

### 佐賀市重要文化財
- 龍造寺八幡宮石造肥前鳥居：1972年（昭和47年）2月11日指定[3]。

## その他
市指定の保存樹である楠などの樹木と鳥居・狛犬などの石造物・社殿などが佐賀市の重要な歴史的景観を形成することから、佐賀市都市景観重要建築物等に指定されている。

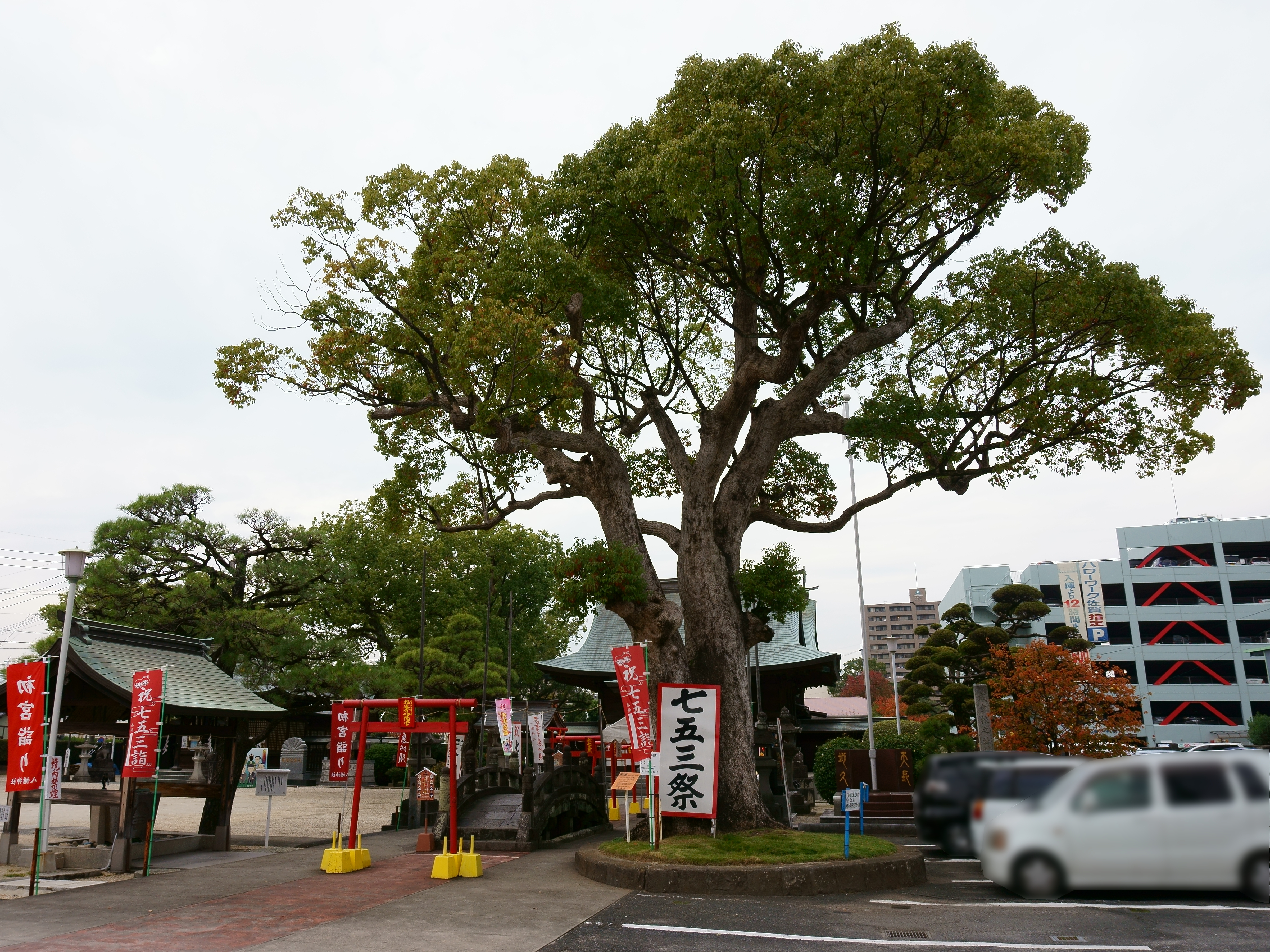
市の保存樹の楠

## アクセス
- 佐賀駅から徒歩で約1.1ｋｍ